# IV Krajowy Festiwal Piosenki Polskiej w Opolu
IV Krajowy Festiwal Piosenki Polskiej w Opolu odbył się 23–26 czerwca 1966.
Festiwal rozpoczął 23 czerwca Koncert milenijny z udziałem m.in. Łucji Prus (zaśpiewała ''Nic dwa razy się nie zdarza''), Wandy Warskiej i Bernarda Ładysza; natomiast w nocy, w sali Teatru Lalki i Aktora, odbył się oceniany przez jury koncert piosenek kabaretowych.

## Koncert milenijny 23.06.1966, godz 20:15
1. Łucja Prus - Nic dwa razy się nie zdarza
2. Fistulatores et Tubicinatores Varsovienses - Tańce polskie z tabulatury Jana z Lublina
3. Chór Wrocławskiej Rozgłośni PR pod dyr. Edmunda Kajdasza - Aleć nade mną Wenus
4. Chór Wrocławskiej Rozgłośni PR pod dyr. Edmunda Kajdasza - Pieśń na cześć króla Zygmunta III
5. Chór Wrocławskiej Rozgłośni PR pod dyr. Edmunda Kajdasza - Pieśń o żałości i nadziei
6. Chór Wrocławskiej Rozgłośni PR pod dyr. Edmunda Kajdasza - Pieśń satyryczna na złe sprawy ludzkiego żywota
7. Chór Wrocławskiej Rozgłośni PR pod dyr. Edmunda Kajdasza - Pieśń rozkoszan z roku 1606
8. Chór Wrocławskiej Rozgłośni PR pod dyr. Edmunda Kajdasza - Przylecieli sokołowie
9. Chór Wrocławskiej Rozgłośni PR pod dyr. Edmunda Kajdasza - Panie muzykancie, prosim zagrać walca
10. Chór Wrocławskiej Rozgłośni PR pod dyr. Edmunda Kajdasza z tow. Orkiestry PR pod dyr. Stefana Rachonia - Mazur z opery "Straszny dwór"
11. Krystyna Jamróz i Bernard Ładysz - Rozkoszna Amaryli
12. Orkiestra Polskiego Radia pod dyr. Stefana Rachonia - Uwertura do opery "Leszek Biały''
13. Krystyna Jamróz z tow. Orkiestry PR pod dyr. Stefana Rachonia - Aria królowej Armandy z opery "Pałac Lucypera"
14. Orkiestra Polskiego Radia pod dyr. Stefana Rachonia - Menuet z symfonii opartej na operze "Pasterz nad Wisłą''
15. Wanda Warska z tow. Orkiestry PR pod dyr. Andrzeja Kurylewicza - Laura i Filon
16. Wanda Warska z tow. Orkiestry PR pod dyr. Andrzeja Kurylewicza - Pietrucha
17. Orkiestra Polskiego Radia pod dyr. Stefana Rachonia - Oberek z opery "Cud mniemany czyli Krakowiacy i górale"
18. Bernard Ładysz z tow. Orkiestry PR pod dyr. Stefana Rachonia - Stary kapral
19. Barbara Nieman z tow. Orkiestry PR pod dyr. Stefana Rachonia - Piosnka litewska
20. Barbara Nieman z tow. Orkiestry PR pod dyr. Stefana Rachonia - Sikoreczka świergoli
21. Wiesław Ochman z tow. Orkiestry PR pod dyr. Stefana Rachonia - O Jaśku spod Sącza

## "Koncert młodości" 24.06.1966, godz. 16:45
1. Skaldowie:
  - Niepotrzebne słowa
  - Pamiętasz co mi powiedziałaś
  - Jutro odnajdę ciebie
  - Wieczorna opowieść
  - Work song
  - Ballada o biedaku
  - Chorał (Still I'm Sad)
2. Blackout - sygnał instrumentalny
3. Blackout i Stanisław Guzek- Ktoś wziął mi
4. Blackout i Stanisław Guzek - Te bomby lecą na nasz dom
5. Blackout i Mira Kubasińska - Nie przechodź obok mnie
6. Blackout i Mira Kubasińska- - Nie zobaczysz moich łez
7. Blackout i Stanisław Guzek - Anna
8. Blackout i Stanisław Guzek - Boję się psa
9. Trubadurzy - Jesteśmy Trubadurzy
10. Trubadurzy - Ondraszek
11. Trubadurzy - Humoreska
12. Trubadurzy - Kołysanka
13. Trubadurzy - Przyjdzie czas
14. Trubadurzy - Mój każdy wieczór
15. Tajfuny - Ej, ta droga
16. Tajfuny - My i oni
17. Tajfuny - sygnał instrumentalny
18. Jan Florczyk - Bo róża też kolce ma
19. Jan Florczyk - Zwykły dzień (Yesterday)
20. Siostry Panas - Deszczowy spacer
21. Siostry Panas - Jest jak jest
22. Pięć Linii - Jesień
23. Pięć Linii - Czy słyszysz, co mówię
24. Pięć Linii - Moja modlitwa
25. Pięć Linii - Co dzień kłopoty jakieś mam
26. Pięć Linii - Na dzikiej plaży
27. Pięć Linii - Dlaczego dziś
28. Pięć Linii - Pożegnanie ze szkołą
29. Pięć Linii - Jaś i Małgosia

## Koncert "Premiery" 24.06.1966, godz 20:15
1. Edward Lubaszenko - Opolski jestem rodak
2. Edward Lubaszenko - Księżyc i astry
3. Zdzisława Sośnicka - Wróżyłam z kart
4. Anna Kareńska - Król pikowy
5. Krzysztof Cwynar - Zawstydzona
6. Krzysztof Cwynar - To już nie raz
7. Urszula Sipińska - Tam, gdzie kwitnie głóg
8. Teresa Tutinas - A kiedy wszystko zgaśnie
9. Łucja Prus - Jawność
10. Łucja Prus - Dookoła noc się stała
11. Iga Cembrzyńska - Co z nami zrobi świat
12. Wiesława Drojecka - Przy winie
13. Jerzy Malota - Nie oglądam się za dziewczynami
14. Joanna Rawik - Nie chodź tą ulicą
15. Irena Santor - Niezwykły taniec
16. Irena Santor - Powrócisz tu
17. Ryszard Lisiecki - A Wisła płynie
18. Kwartet Wokalny Śląskiej Estrady Wojskowej i Zofia Gładyszewska - Szli żołnierze
19. Zofia Gładyszewska - Wiedziałam, że przyjdziesz
20. Regina Bielska - Pustka po tobie
21. Tadeusz Woźniakowski - Lepiej nie sprawdzajmy
22. Jadwiga Stawarska - Niedomówienia
23. Danuta Orlando - Stanęliśmy nad jeziorem
24. Kalina Jędrusik - Pieniądze na bilet
25. Nina Urbano - Stoimy nad naszą młodością
26. Violetta Villas - Jedno słowo matka

## Koncert "Przeboje sezonu" 25.06.1966, godz. 20:15
1. Tadeusz Woźniakowski - Taka babka
2. Irena Jarocka - Piosenka o piosence francuskiej
3. Regina Bielska - Żyje się raz
4. Maria Kotowska - Kandydaci do rozstań
5. Skaldowie - Dzień niepodobny do dnia
6. Siostry Panas - Jest jak jest
7. Jan Lewandowski - Ważniejsza od żony
8. Bogdana Zagórska - Nie marnujmy ani chwili
9. Nina Urbano - Czy wiesz o tym, że
10. Nina Urbano - Nigdy więcej
11. Teresa Tutinas - Na całych jeziorach ty
12. Teresa Tutinas - Groszki i róże
13. Jerzy Malota - A jeżeli mnie pokochasz
14. Marta Martelińska - Nie bądź taki szybki Bill
15. Irena Santor - Powrócisz tu
16. Irena Santor -  Tak daleko juz jesteśmy
17. Irena Santor - To nie wszystko
18. Łucja Prus - Dookoła noc się stała
19. Joanna Rawik - Nie chodź tą ulicą
20. Joanna Rawik - Nie z każdej mąki będzie chleb
21. Joanna Rawik - Mamy za mało siebie na co dzień
22. Meteory - Każdy człowiek ma swój dzień
23. Dana Lerska - Popatrzy w oczy taki ktos
24. Fryderyka Elkana - Jesteś moją miłością
25. Andrzej Tomecki - Moda na skakanie
26. Kalina Jędrusik - SOS
27. Andrzej Bychowski - Nie wybieraj krótszej drogi

## Koncert "Mikrofon i ekran" 26.06.1966, godz 20:30
1. Wanda Warska - Laura i Filon
2. Wanda Warska - Pietrucha
3. Edward Lubaszenko - Opolski jestem rodak
4. Skaldowie - Jutro odnajdę Ciebie
5. Łucja Prus - Jawność
6. Łucja Prus - Dookoła noc się stała
7. Krzysztof Cwynar - Cyganka
8. Iga Cembrzyńska - Co będzie za Żelazną Bramą
9. Tadeusz Woźniakowski - Taka babka
10. Joanna Rawik - Nie z każdej mąki będzie chleb
11. Joanna Rawik - Ściany mają uszy
12. Joanna Rawik - Nie chodź tą ulicą
13. Edward Lubaszenko - Księżyc i astry
14. Regina Bielska - Żyje się raz
15. Stefan Zach - Serwus Panie chief
16. Andrzej Bychowski - Pan Walenty(+BIS)
17. Irena Santor - Tak daleko już jesteśmy
18. Irena Santor - Powrócisz tu
19. Kalina Jędrusik - SOS
20. Andrzej Tomecki - Moda na skakanie
21. Kwartet Woklany Śląskiej Estrady Wojskowej - Nasza bonanza
22. Tadeusz Chyła - Ballada o Zenku Dreptaku
23. Tadeusz Chyła - Ballada o cysorzu (+BIS)
24. Wojciech Młynarski - Och ty w życiu
25. Wojciech Młynarski - Żorżyk
26. Sława Mikołajczyk i Trubadurzy - Ondraszek (+BIS)
27. Danuta Orlando - Stanęliśmy nad jeziorem
28. Maria Makowka i Werner Lubos - Kto sieje wiatr
29. Siostry Panas - Jest jak jest
30. Teresa Tutinas - Na całych jeziorach Ty
31. Marta Martelińska - Nie bądź taki szybki Bill

## Laureaci
Trzy równorzędne nagrody w kategorii Przeboje sezonu:
- Na całych jeziorach ty (Sławiński/Osiecka) – wykonanie: Teresa Tutinas (nagroda Ministerstwa Kultury i Sztuki za piosenkę o szczególnych wartościach artystycznych)
- Nie bądź taki szybki Bill (Matuszkiewicz/Kern) – wykonanie: Marta Martelińska (nagroda Przewodniczącego Komitetu RiTV za najlepszy szlagier sezonu)
- Powrócisz tu (Figel/Kondratowicz) – wykonanie: Irena Santor (nagroda Prezydium WRN w Opolu za piosenkę o dużych wartościach wychowawczych)

Nagrody na koncercie: Premiery
1. Powrócisz tu (Figiel/Kondratowicz) – wykonanie: Irena Santor
2. Dookoła noc się stała (Sławiński/Osiecka) – wykonanie: Łucja Prus
3. Nie chodź tą ulicą (Kaszycki/Śliwiak) – wykonanie: Joanna Rawik

Nagrody w kategorii: Piosenki kabaretowe
1. Och, ty w życiu (Sent/Młynarski) – wykonanie: Wojciech Młynarski
2. Ballada o Zenku Dreptaku (Chyła/Waligórski) – wykonanie: Tadeusz Chyła
3. Bonanza (Kania/Łebkowski, Werner) – wykonanie: Roman Kołakowski i Kwartet Wokalny Śląskiej Estrady Wojskowej

## Inne nagrody
- Nagroda za debiut wykonawczy: Sława Mikołajczyk i Danuta Orlando
- Nagroda za debiut kompozytorski: Edward Spyrka i M. Nawrocki (nagrody MRN w Opolu)
- Nagroda za aranżację: Leszek Bogdanowicz za piosenkę Nie z każdej mąki będzie chleb (Jerzy Abratowski/Jan Zalewski) – wykonanie: Joanna Rawik